# كورنثيان كاشولز
كورنثيان كاشولز (بالإنجليزية: Corinthian-Casuals F.C.)‏ هو نادٍ لكرة القدم مقره في تولورث في رويال بورو أوف كينغستون أبون تيمز، بإنجلترا.